# هاريسون مواكيمبي
هاريسون مواكيمبي سياسي ووزير تنزاني.

## الحياة السياسية
تم انتخاب هاريسون مواكيمبي كعضو في الجمعية التشريعية لشرق إفريقيا ممثلًا لتنزانيا (2001-2005)، وكعضو في البرلمان في عام 2005 ممثلاً عن كييلا، وهو المنصب الذي لا يزال يشغله.
كما عمل في مناصب مختلفة كعضو في مجلس الوزراء تحت رئاسة اثنين من الرؤساء. شغل منصب نائب وزير الأشغال (28 نوفمبر 2010 - 7 فبراير 2012)، ووزير النقل (7 مايو 2012 - 24 يناير 2015) ووزير التعاون في شرق إفريقيا (24 يناير 2015 - 5 نوفمبر 2015) في عهد الرئيس جاكايا كيكويتي، ووزير الشؤون الدستورية والعدل (12 ديسمبر 2015 - 23 مارس 2017) ووزير الإعلام والثقافة والفنانين والرياضة منذ 23 مارس 2017 في عهد الرئيس جون ماجوفولي. أثناء وجوده في البرلمان تم تعيين مواكيمبي عضوًا في لجنة برلمانية للاستثمار والتجارة (2006-2010) وشغل منصب نائب رئيس اللجنة. ومن عام 2012 إلى عام 2015 ، كان عضوًا في لجنة تطوير البنية التحتية.
خبرته التشريعية الواسعة في البرلمان التنزاني وفي الجمعية التشريعية لشرق إفريقيا وكمحاضر في القانون قد خدمته جيدًا في مناصب مختلفة بما في ذلك المناصب الوزارية تحت رئاسة رئيسين مختلفين. حيث يعد أحد أعضاء مجلس الوزراء الأكثر خبرة في البلاد.